# Grycksbo
Grycksbo är en tätort i Falu kommun belägen cirka 13 kilometer nordväst om Falun, längs vägen mot Rättvik.

## Befolkningsutveckling
| Befolkningsutvecklingen i Grycksbo 1950–2023 | Befolkningsutvecklingen i Grycksbo 1950–2023 | Befolkningsutvecklingen i Grycksbo 1950–2023 | Befolkningsutvecklingen i Grycksbo 1950–2023 | Befolkningsutvecklingen i Grycksbo 1950–2023 |
| -------------------------------------------- | -------------------------------------------- | -------------------------------------------- | -------------------------------------------- | -------------------------------------------- |
|                                              |                                              |                                              |                                              |                                              |
| År                                           |                                              |                                              | Folkmängd                                    | Areal (ha)                                   |
| 1950                                         | 1950                                         |                                              | 1 872                                        |                                              |
| 1960                                         | 1960                                         |                                              | 2 338                                        |                                              |
| 1965                                         | 1965                                         |                                              | 2 393                                        |                                              |
| 1970                                         | 1970                                         |                                              | 2 434                                        |                                              |
| 1975                                         | 1975                                         |                                              | 2 101                                        |                                              |
| 1980                                         | 1980                                         |                                              | 1 940                                        |                                              |
| 1990                                         | 1990                                         |                                              | 1 865                                        | 254                                          |
| 1995                                         | 1995                                         |                                              | 1 859                                        | 255                                          |
| 2000                                         | 2000                                         |                                              | 1 837                                        | 255                                          |
| 2005                                         | 2005                                         |                                              | 1 781                                        | 255                                          |
| 2010                                         | 2010                                         |                                              | 1 825                                        | 254                                          |
| 2015                                         | 2015                                         |                                              | 1 870                                        | 294                                          |
| 2020                                         | 2020                                         |                                              | 1 887                                        | 328                                          |
| 2023                                         | 2023                                         |                                              | 1 838                                        | 296                                          |
| Anm.: 2015 införlivades Larsarvet            |                                              |                                              |                                              |                                              |

## Samhället
I Grycksbo finns Grycksbo pappersbruk med Grycksbo herrgård samt Grycksbo kyrka invigd 1908. 
Järnvägen Grycksbobanan förbinder pappersbruket med Falun, men används numera (2020) inte för annat än sporadisk veterantågstrafik.

## Idrott
Samhället är mest känd för bandy genom Grycksbo IF BK Bandy. Dessutom finns här Grycksbo Idrottsförening bildad 1908.

## Kända personer med anknytning till Grycksbo
- Peter Carlsson och Blå Grodorna
- Torbjörn "Grycksboexpressen" Eriksson, friidrottare
- Helena Munktell, tonsättare
- Hans "Pudding" Stenberg, bandyspelare
- Daniel Tynell, vinnare av Vasaloppet år 2002, 2006 och 2009.
- Putte Wickman, klarinettmusiker
- .Valborg Olander, Selma Lagerlöfs väninna